# Lepidodexia borealis
Lepidodexia borealis är en tvåvingeart som beskrevs av Henry J. Reinhard 1937. Lepidodexia borealis ingår i släktet Lepidodexia och familjen köttflugor. Inga underarter finns listade i Catalogue of Life.